# Henri Verstijnen
Henri Cornelis Gerard Marie Verstijnen (Sukabumi, 9 juli 1882 - Scheveningen, 11 januari 1940) was een Nederlands beeldend kunstenaar. Hij is actief geweest als tekenaar, graficus, illustrator, schilder en beeldhouwer. De natuur en het dierenrijk zijn doorgaans de thema's van zijn werken, met de nadruk op vogels en vissen.

## Biografie
De eerste tien jaar van zijn leven bracht Verstijnen op Java door, en in een deel van zijn werk zijn die tropische invloeden nog terug te zien.
Hij deed zijn opleiding tussen 1898 en 1900 aan aan de academie van het Genootschap ‘Kunstoefening’ in in Arnhem. In 1900 begon hij als plateelschilder bij de keramiekfabriek Zuid-Holland in Gouda. In de periode 1904-1906 werkte hij als ontwerper in de keramiek- en metaalindustrie in Bohemen, en na terugkeer in Nederland als ontwerper bij de Société Céramique in Maastricht.
Van 1918 tot 1940 was hij werkzaam in Den Haag. Hij was actief lid van de Haagse Kunstkring en Schilderkundig Genootschap Pulchri Studio, waar hij zijn schilderijen en aquarellen exposeerde.  Hij werd bij een breder publiek bekend door zijn cartoons van dieren in De Nieuwe Amsterdammer (1910-1920) en De Groene Amsterdammer (1923-1927). Bij de Groene Amsterdammer werden zijn spotprenten door de schrijver Charivarius (pseudoniem van G.J. Nolst Trenité) van gedichtjes voorzien.
Verstijnen was ook actief als illustrator van kinder- en schoolboeken, en als reclameontwerper. Hij ontwierp ook kaarten en kalenders, vaak met diertaferelen.

## Stijl en techniek
Verstijnen wist bijzondere kleureffecten te realiseren door een zelfontwkkeld grafisch procédé, dat hij ‘grafico’ noemde. De techniek zou een combinatie zijn geweest van litho en ets, maar Verstijnen heeft er weinig informatie over nagelaten.
De natuur en dieren, vooral vogels en vissen, zijn terugkerende thema’s in het werk van Verstijnen. Sinds 1910 was hij lid van de Theosofische Vereniging; het gedachtegoed van deze beweging heeft zijn werk beïnvloed. Stilistisch hoort hij nog bij het fin de siècle. In zijn werk zijn ook elementen van het japonisme, art nouveau en het symbolisme herkenbaar. 

## Waardering
Verstijnen was bij zijn leven een populair kunstenaar. In de tweede helft van de twintigste eeuw raakte hij enigszins in de vergetelheid. In 2006 verscheen een monografie over zijn leven en werk door A. Wagtbert Hansen en A. Kroon. In 2007 was er een overzichtstentoonstelling van zijn werk in het Drents Museum in Assen en Museum Mesdag in Den Haag. Werk van Verstijnen bevindt zich onder andere in de collectie van het Rijksmuseum.

## Meer lezen
- Audrey Wagtberg Hansen en Andréa Kroon. (2006) Henri Verstijnen (1882-1940): beeldend kunstenaar en theosoof. Zwolle: Waanders. ISBN 9789040082825

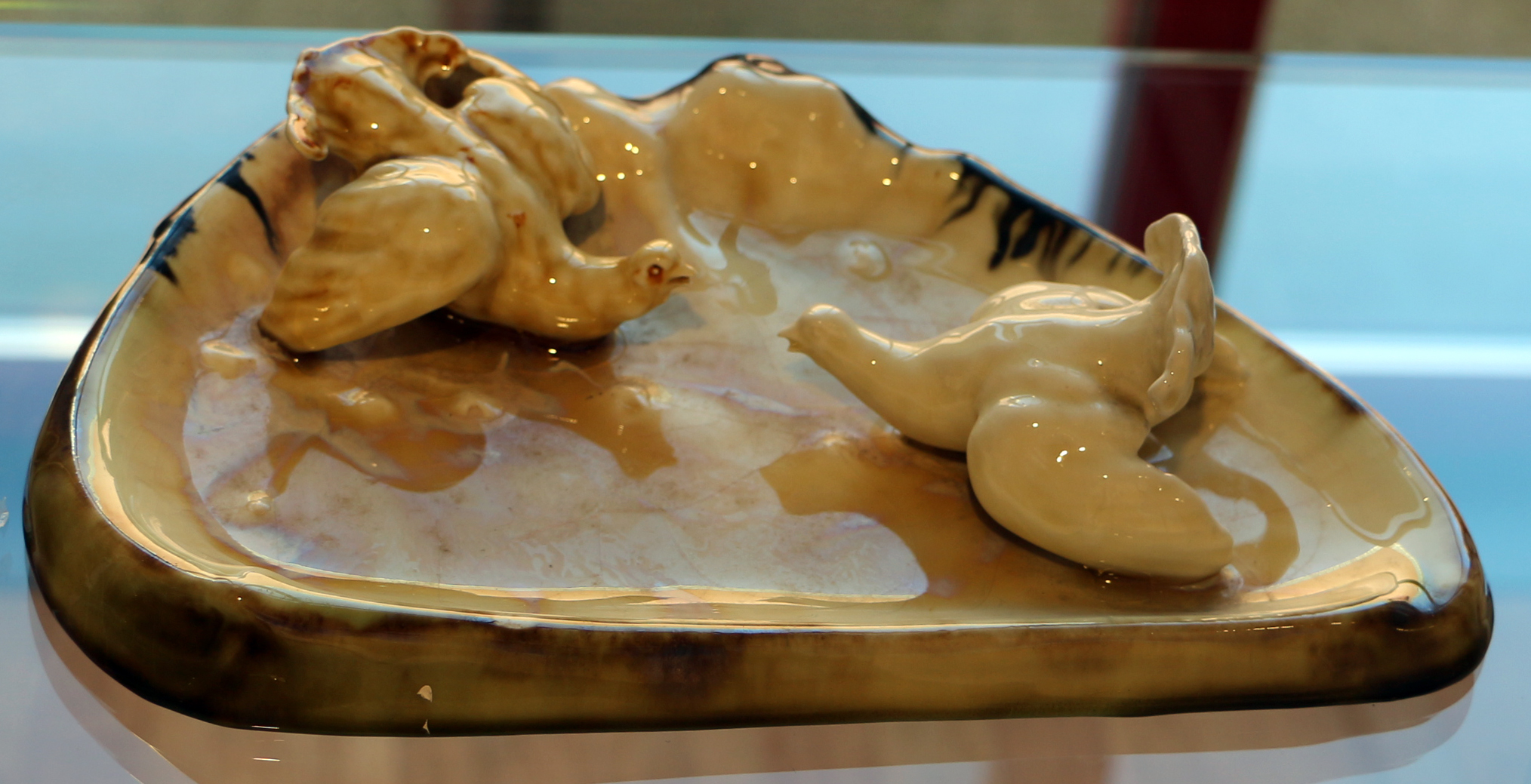
Ontwerp van Henri Verstijnen voor Société Céramique (1907)
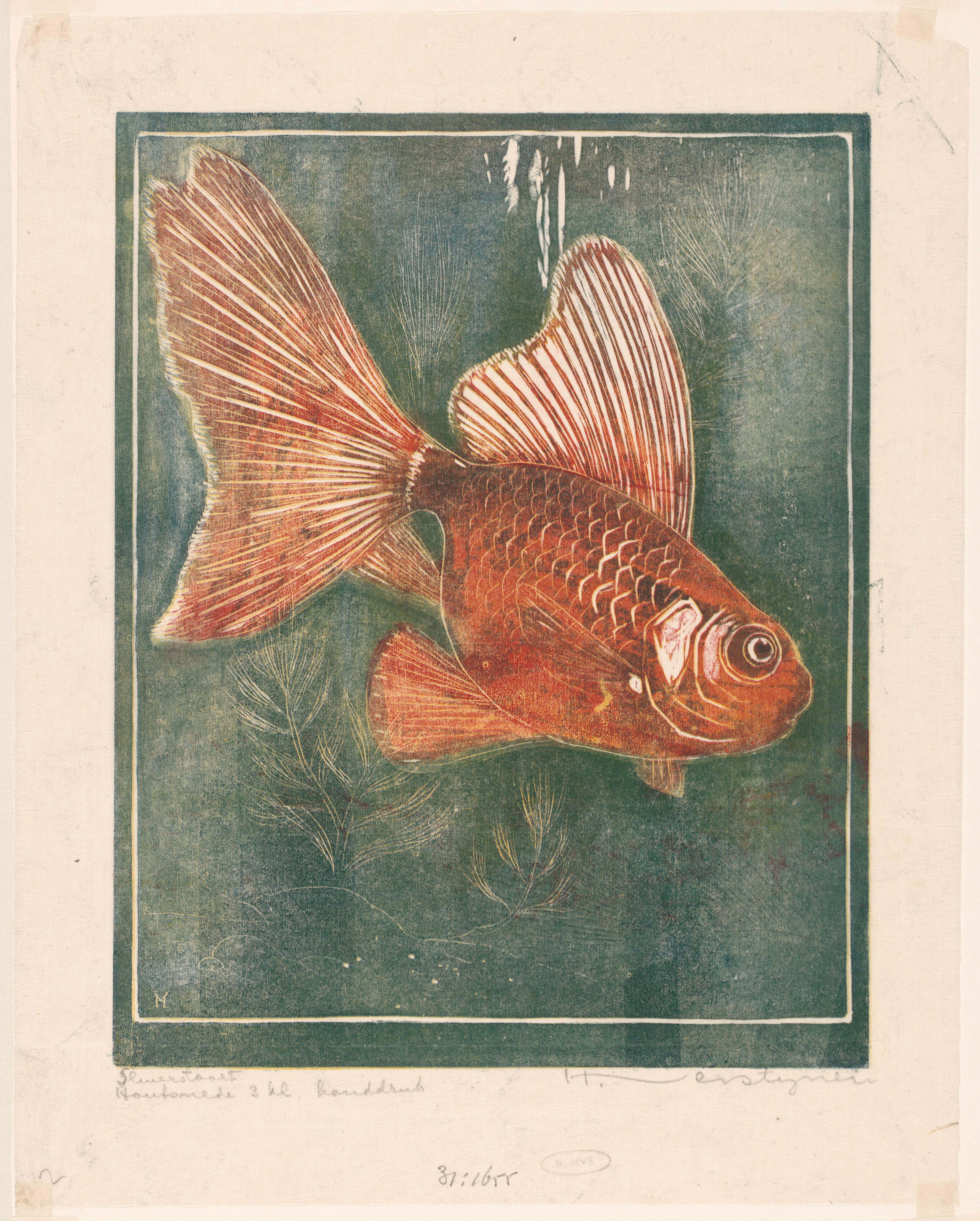
Sluierstaart - kleurenhoutsnede
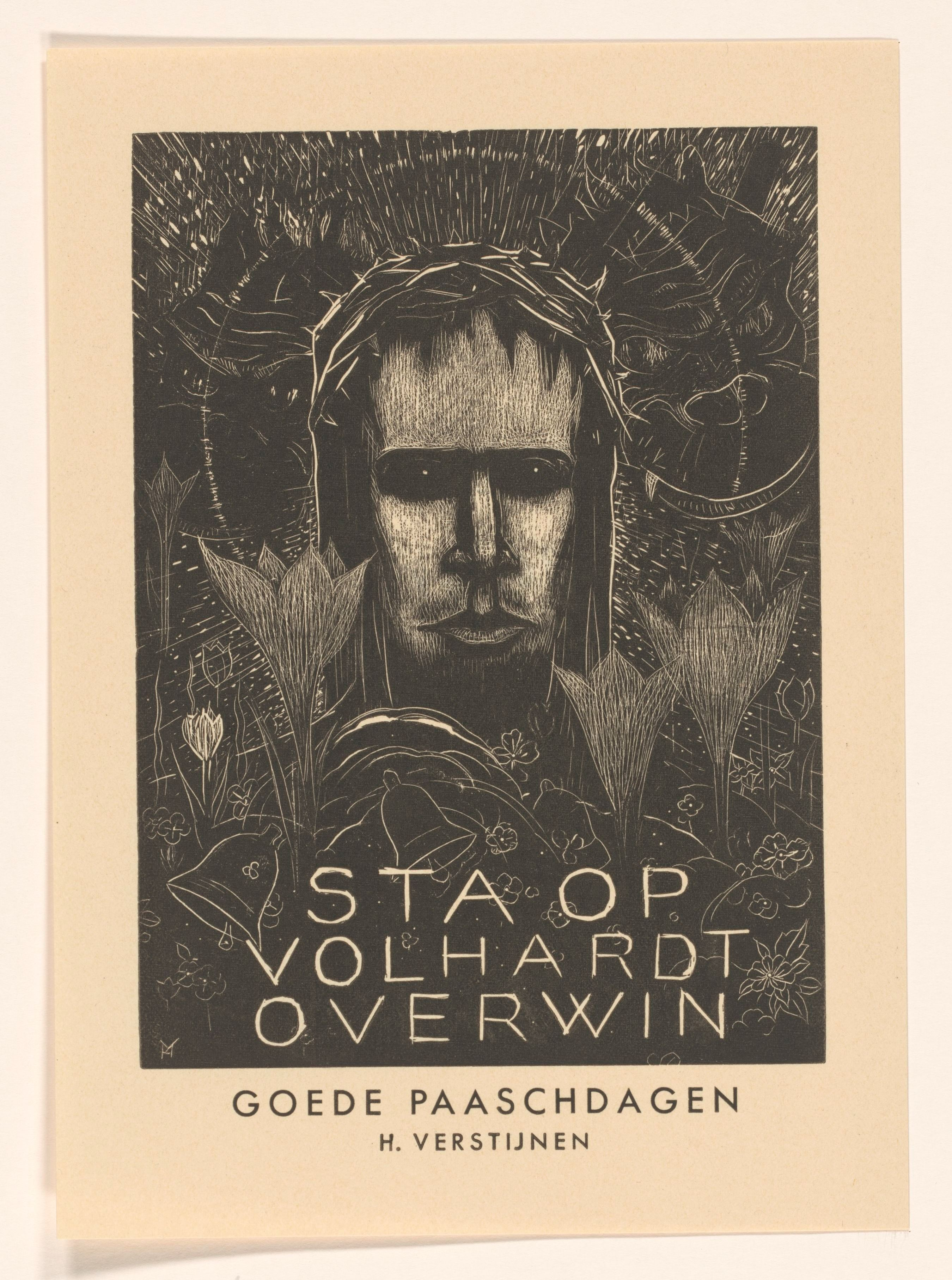
Paaskaart door Henri Verstijnen